# Пирот
Пи́рот (серб. Пирот / Pirot) — город в Сербии в общине Пирот Пиротского округа. Согласно переписи населения 2011 года, в городе проживало 57 922 человек (согласно переписи 1991 года — 40 267 жителей).

## История

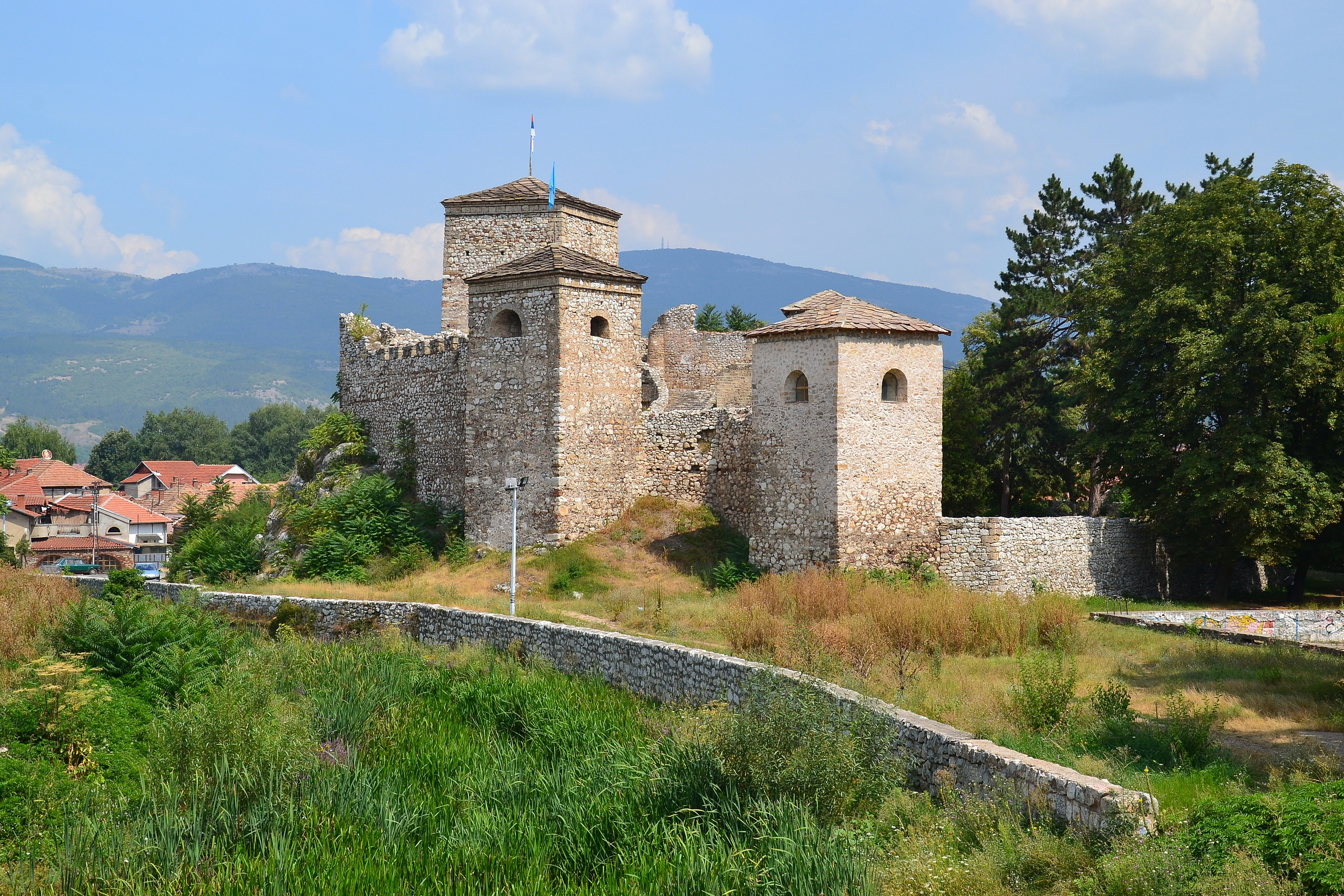
Крепость. XIV век.

До римского завоевания район современного Пирота населяли фракийцы. Первые упоминания о Пироте относятся ко II веку н. э., когда город назывался Туррес (лат. Turres) или Квимедава (лат. Quimedava).
В 1443 году Пирот был завоеван сербским деспотом Георгием Баранковым.
Во время Сербско-болгарской войны 1885 года произошло Пиротское сражение.
Здесь родился Вацов, Спас (1856—1928) — болгарский учёный, основоположник метеорологии и сейсмологии в Болгарии.

## Искусство и ремёсла
Особую известность Пирот приобрёл по производству пиротских ковров. В 2012 году традициональное пиротское ковроткачество было включено в список нематериального наследия Сербии, а на гербе города изображён один из традиционных ковровых узоров.